# Nova Belém
Nova Belém é um município brasileiro no estado de Minas Gerais, Região Sudeste do país. Localiza-se no Vale do Rio Doce e sua população recenseada em 2022 era de 3 151 habitantes.
O aniversário do município é no dia 20 de julho, no entanto, o padroeiro é a Sagrada Família no mês de dezembro. O município realiza a "Festa do Café de Nova Belém", nos meses de junho ou julho, quando os cafeicultores estão terminando suas colheitas. A economia do município, como sugere o tema da festa da cidade, tradicionalmente, tem base na cafeicultura. Mas além da cafeicultura e pecuária, a partir do ano 2000 a extração de granito tem incrementado a renda de muitas famílias neste município.

## História
O atual município foi criado inicialmente como um distrito pertencente a Mantena, pela lei estadual nº 3.298, de 14 de dezembro de 1964, tendo se emancipado pela lei estadual nº 12.030, de 21 de dezembro de 1995, e instalado em 1º de janeiro de 1997. Atualmente constitui-se do distrito Santo Antônio de Nova Belém, além da sede municipal.

## Geografia
De acordo com a divisão regional vigente desde 2017, instituída pelo IBGE, o município pertence às Regiões Geográficas Intermediária de Governador Valadares e Imediata de Mantena. Até então, com a vigência das divisões em microrregiões e mesorregiões, fazia parte da microrregião de Mantena, que por sua vez estava incluída na mesorregião do Vale do Rio Doce.